# Cynara (film)
Pour les articles homonymes, voir Cynara (homonymie).
Pour plus de détails, voir Fiche technique et Distribution.
Cynara est un film américain réalisé par King Vidor, sorti en 1932.

## Synopsis
À Naples, Jim Warlock se prépare à embarquer dans un paquebot à destination de l'Afrique du Sud pour commencer une nouvelle vie. Il raconte à sa femme, Clemency, les circonstances qui ont ruiné à la fois sa carrière et son mariage.
Quelques mois auparavant, Jim, un avocat londonien plein d'avenir, se préparait à fêter son septième anniversaire de mariage quand sa femme lui apprend qu'elle doit accompagner sa sœur en Italie où cette dernière va essayer d'oublier son chagrin d'amour. Jim accepte de dîner avec un vieil ami, Tring. Celui-ci lui fait rencontrer deux vendeuses, Doris et Milly. Peu de temps après, Jim rencontre de nouveau Doris et finit par avoir une aventure avec elle. Doris lui dit qu'il n'est pas son premier amant et qu'elle le laissera quand le moment sera venu. Mais, lors de leur dernier weekend ensemble, Doris dit à Jim qu'elle se tuera plutôt que de vivre sans lui. Peu après le retour de sa femme, il lui envoie une lettre accompagnée d'un chèque pour rompre avec elle. Un policier lui apprendra peu après qu'elle vient de se suicider et que sa lettre a été trouvée dans son appartement. Lors de l'enquête préliminaire, Jim refuse de révéler le passé de la  jeune femme et est blâmé pour sa mort, bien qu'il n'en soit pas reconnu légalement responsable.
À la fin de son histoire, Clemency s'aperçoit que Jim les a aimées toutes les deux, mais reste ferme sur sa décision de le laisser partir sur le prochain bateau. Lorsque Tring vient lui parler et lui rappeler qu'elle ne reverra peut-être plus son mari, Clemency court pour le retrouver.

## Fiche technique
- Titre original : Cynara
- Réalisation : King Vidor
- Scénario : Frances Marion, Lynn Starling, d'après la pièce Cynara de H. M. Harwood et Robert Gore-Browne, adaptée du roman An Imperfect Lover de Robert Gore-Browne
- Direction artistique : Richard Day
- Photographie : Ray June
- Son : Frank Maher
- Musique : Alfred Newman
- Montage : Hugh Bennett
- Producteur : Samuel Goldwyn
- Société de production : The Samuel Goldwyn Company[1], Howard Productions[2],[3]
- Société de distribution : United Artists
- Pays d'origine :  États-Unis
- Langues originales : anglais, italien
- Format : noir et blanc — 35 mm — 1,37:1 — son Mono (Western Electric Sound System)
- Genre : Mélodrame
- Durée : selon les sources, 75 minutes[1] ou 78 minutes[3] ou 80 minutes[2]
- Date de sortie : États-Unis, 24 décembre 1932

## Distribution
- Ronald Colman : Jim Warlock
- Kay Francis : Clemency Warlock
- Henry Stephenson : John Tring
- Paul Porcasi : Joseph
- Halliwell Hobbes : l'avocat général
- Blanche Friderici (non créditée) : la mère au tribunal
- Phyllis Barry : Doris Emily Lea
- George Kirby : Mr. Books
- Donald Stuart : Henry
- Wilson Benge : Merton
- Viva Tattersall : Milly Miles
- Florine McKinney : Garla
- Clarissa Selwynne : Onslow

## Chanson du film
- « Blue Skies » : paroles et musique d'Irving Berlin